# Leo Vaz
Leo Vaz (Capivari 6 iunie 1890 - São Paulo 5 martie 1973), profesor universitar, scriitor și jurnalist Brazilia. El este un autor brazilian de romane și nuvele.